# كارولينا بانغ
كارولينا بانغ (بالإسبانية: Carolina Bang)‏ هي عارضة وممثلة إسبانية، ولدت في 21 سبتمبر 1985 في إسبانيا. بدأت مشوارها المهني سنة 2007.

## وصلات خارجية
- كارولينا بانغ على موقع IMDb (الإنجليزية)
- كارولينا بانغ على موقع قاعدة بيانات الفيلم (الإنجليزية)